# 守屋英一
守屋 英一（もりや えいいち）は、明治大学ビジネス情報倫理研究所客員研究員(元内閣官房上席サイバーセキュリティ分析官)である。

## 人物
2016年中央大学大学院 戦略経営研究科経営法務専攻経営修士(専門職)課程修了、2001年インターネットセキュリティシステムズ (ISS) に入社。2007年日本アイ・ビー・エム(IBM)に入社。セキュリティオペレーションセンター運用責任者、IBM Computer Security Incident Response Team (CSIRT) Forensic analyst、2015年より内閣サイバーセキュリティセンター (NISC) 上席サイバーセキュリティ分析官を経て、2018年よりトヨタ自動車株式会社に入社。インシデント事例分析WG主査、明治大学ビジネス情報倫理研究所客員研究員を兼ねる。また、ゲスト講師として明治大学「ナレッジ・マネジメント特論」(2013年)「経営情報システム」(2016年)「女性のためのスマートキャリアプログラム」(2019-2022年)中央大学「技術と法」(2014 - 2016年) および愛媛大学「経営情報システム論Ⅰ」(2015年) を務める。主著に『フェイスブックが危ない』（文藝春秋）,『サイバーセキュリティ』（共著、NTT出版）,『ネット護身術入門』(朝日新聞出版）等。2012年度JNSA表彰個人の部を受賞。2014年-2015年Microsoft MVP for Consumer Securityを受賞。

## テレビ・ラジオ
- 2013年5月11日 - J-WAVE土曜の番組「KISS AND HUG」(ナビゲーター：SHELLY）
- 2013年10月14日 - TBSラジオ「荻上チキ・Session-22」(パーソナリティー：荻上チキ）
- 2014年4月22日 - J-WAVE  TOKYO MORNING(パーソナリティー：別所哲也）
- 2014年5月22日 - TOKYO FM「TIME LINE」(パーソナリティー：伊藤洋一）
- 2014年7月16日 - TBSテレビあさチャン！「スマホ・ＰＣが危険！パスワード使いまわし」
- 2014年8月26日 - テレビ朝日「言いにくいことをハッキリ言うTV」“最新犯罪事情SP"(MC：爆笑問題）
- 2017年5月2日 - AbemaPrime 「GW明けは"身代金メール"に注意!?ランサムウェアとは」
- 2017年5月19日-　RCCラジオ おはようラジオ「サイバー攻撃を防ぐために」

## 新聞・雑誌
- 2006年7月10日 - 急増する若者のネット犯罪，家庭での啓蒙とルール作りが重要に（日経ITPro）
- 2007年2月19日 - フィッシングの始まりは「パスワード破り」（日経ITPro）
- 2007年6月5日 - リモート・ファイル・インクルード攻撃（日経ITPro）
- 2008年2月26日 - この1年で8倍増，国内でも広がるWebからの攻撃（日経ITPro）
- 2011年12月8日 - ハッカージャパン　2012年　1月号（白夜書房）
- 2012年2月9日 - タイムライン利用時の「鉄則」（＠IT）
- 2012年7月15日 - 読売新聞朝刊30面 『サイバーウォーズⅡ攻撃者たち5 「友達」から「友達」感染10倍』
- 2012年7月19日 - Facebook「なりすまし」対策の鉄則（＠IT）
- 2012年8月8日 - ハッカージャパン　2012年　9月号（白夜書房）
- 2012年9月9日 - SAPIO 2012年12月号「ネット社会の罠　ＳＮＳで昔の恋人を検索」
- 2012年9月20日 - WEDGE10月号「WEDGE Report．2 フェイスブック 広告・アプリで被害多発も規制せず」
- 2012年10月29日 - AERA10月29日号「ストーカー防衛術」
- 2013年1月25日 - 産経新聞朝刊「ＳＮＳ婚活」に潜む危険性　個人情報満載…筒抜けでトラブル
- 2013年4月2日 - 日本経済新聞ＳＮＳの「友達」急変　サイバーストーカー増殖
- 2013年7月7日 - 産経新聞朝刊「なりすましアカウント」
- 2013年7月13日 - 朝日新聞be on Saturday(青)10面「インターネットに個人情報を載せる？」
- 2013年7月21日 - 東京新聞朝刊24面「なりすまし」ご用心　標的はあなたかも・・・・」
- 2013年7月23日 - ViVi 2013年09月号『今、そこにあるＳＮＳトラブル「ＳＮＳの謎、解決します！」』
- 2013年8月15日 - 日本経済新聞夕刊「危険IDの使い回し」
- 2013年8月17日 - 日本経済新聞朝刊『（サイバー空間 潜む罠）「なりすまし」横行 「友達申請」巧みに接近 』
- 2013年8月26日 - AERA 2013年8月26日号「SNS新リスクの護身術」
- 2014年1月28日 - CLASSY. 2014年3月号「賢く回避！本当は怖いSNSトラブル」
- 2014年6月30日 - 週刊プレイボーイNo28「『ＡＫＢ４８メンバーもネットで被害に！　「乗っ取り」と「フィッシング」からの自己防衛テクニック』術！」
- 2014年7月11日 - 読売新聞夕刊19面 『LINE乗っ取り「詐欺」友達装い「電子マネー買って来て」』
- 2014年7月15日 - 扶桑社 週刊SPA！7／22・29合併号 『「マッチングサイト」の正しい歩き方』
- 2014年10月18日 - 週刊現代　2014/10/18号 『特集記事「ネット監視社会の恐怖」』
- 2015年8月25日 - BIGtomorrow　2015/8/号 No422 『特集記事「あなたの個人情報を守る７つの方法」』
- 2015年11月16日 - AERA 2015年11月16日号 『上流化する公務員』
- 2016年5月18日 - 読売新聞夕刊 『FBなど数百人分のぞき見　不正接続容疑　女優ら被害２９歳逮捕
- 2016年5月24日 - 朝日新聞 32面『SNSでつながりたい』
- 2016年6月10日 - 文藝春秋巻頭 『サイバー犯罪の転換期』
- 2017年1月17日 - 週刊女性自身　2017年1月17日･24日合併号
- 2017年3月28日 - 週刊女性自身　2017年3月28日号
- 2018年8月8日 - EnterpriseZine『サイバーセキュリティの知見を「セーフティー」に生かしていきたい』
- 2018年11月2日 - 劇場用パンフレット『スマホを落としただけなのに』コラム
- 2021年9月16日 - talentbook 『全てはお客様の幸せのために。生命や安全を守るセキュリティ運用を担う意義』

## 講演
- 2003年 - ショートプレゼン（A.D.2003）
- 2004年 - 不正侵入の発見手法とは？（JPNIC・JPCERT/CC セキュリティセミナー 2004）
- 2005年 - 攻撃を知り己を知れば、百戦殆からず（JPNIC・JPCERT/CC セキュリティセミナー 2005）
- 2007年 - ネットワークへの脅威の現状とIIJが考えるネットワークセキュリティ（IIJ仙台）
- 2011年11月12日 - Facebookを安全に利用するための方法とは？（AVTOKYO2011）
- 2011年12月9日 - ソーシャルメディアにおける情報セキュリティの課題（NPO情報セキュリティフォーラム）
- 2011年12月20日 - 【緊急開催！】標的型の攻撃－今、そこにある危機（JUASアカデミー）
- 2012年1月25日 - SNSの安全な歩き方 ～セキュリティとプライバシーの課題と対策～（Network Security Forum 2012）
- 2012年3月3日 - フェイスブックを安全に利用するための方法とは？（経済産業省・NPO日本ネットワークセキュリティ協会）
- 2012年4月27日 - SNSの情報セキュリティを考える（日本セキュリティ監査協会）
- 2012年6月8日 - SNSセキュリティWG BoF（JNSA 2011年度活動報告会）
- 2012年6月19日 - だから情報は狙われる――これからの情報漏えい対策とは「100％は防げない」を前提としたセキュリティ対策（アイティメディア）
- 2012年7月12日 - 「フェイスブックが危ない」刊行記念　守屋英一講演会（代官山蔦谷店）
- 2012年8月31日 - 地方公共団体のお客様向け スマーター・シティー・セミナー（日本IBM）
- 2012年9月5日 - 『SNSの情報セキュリティを考える～フェイスブックが危ない?!～』（九州IBMユーザー研究会）
- 2012年10月3日 - JGS IT-Conference 2012/2013 Kickoff 記念講演会（日本GUIDE/SHARE委員会事務局）
- 2012年10月13日 - Kyushu Information Security Day 2012
- 2012年10月25日 - フェイスブックの上手な活用方法とセキュリティ対策（芝法人会事務局 青年部会）
- 2012年10月30日 - 企業アカウント管理者が知っておきたいSNSの情報セキュリティ（日経デジタルマーケティング）
- 2012年11月8日 - 岡山県インターネット・セキュリティ対策連絡協議会会員向け秋季セミナ（OISec）
- 2012年11月21日 - SNSの情報セキュリティを考える ～フェイスブックが危ない～（日本システム監査人協会 (SAAJ)）
- 2012年11月21日 - SNSの情報セキュリティを考える ～フェイスブックが危ない～（社団法人日本ネットワークインフォメーションセンター (JPNIC)）
- 2012年12月14日 - 企業アカウント管理者が知っておきたいSNSの情報セキュリティ　～フェイスブックが危ない～（財団法人ソフトピアジャパン）
- 2013年1月25日 - SNSの安全な歩き方 ～報告書のご案内と、これからのSNSの展開について～（Network Security Forum 2013）
- 2013年1月30日 - ソーシャルリスク教育とガイドライン作成（日経デジタルマーケティング）
- 2013年1月31日 - PM として知っておきたいセキュリティー最新動向（PMI日本支部）
- 2013年2月6日 - 『サイバー攻撃の現状と対策』（九州IBMユーザー研究会）
- 2013年2月20日 - ソーシャルメディアにおけるリスクと対策（ISACA東京支部 月例会）
- 2013年3月1日 - 知っておきたいSNSのリスクと対策について（Security Days）
- 2013年3月2日 - SNSの危険から子どもを守るための方法とは？（経済産業省・NPO日本ネットワークセキュリティ協会）
- 2013年6月12日 - [第一回フェイスブック研修]（自由民主党ネットメディア局主催）
- 2013年6月14日 - [第二回フェイスブック研修]（自由民主党ネットメディア局主催）
- 2013年10月11日 - 情報セキュリティワークショップin越後湯沢2013（NPO新潟情報セキュリティ協会 (ANISec)）
- 2013年10月18日 - [POWER UPソリューションフェア 2013]（ユーオス関東支部)）
- 2013年11月2日 - インターネット安全教室 2013（特定非営利活動法人 東海インターネット協議会）
- 2013年11月8日 - 2013年 EFPIA-J 第6回コンプライアンス ワークショップ（欧州製薬団体連合会）
- 2013年11月14日 - ビジネス・フェイスブック～効能とリスク～（岡山県インターネットセキュリティ対策連絡協議会）
- 2013年11月26日 - 日本セキュリティ・マネジメント学会 学術講演会（日本セキュリティ・マネジメント学会）
- 2013年12月17日 - プロアクティブ・ディフェンスを実現せよ！情報資産を守るエンタープライズセキュリティ（アイティメディア株式会社）
- 2014年1月12日 - 特別講演「サイバー脅威の現状と自己防衛の方策について」（海上自衛隊幹部学校）
- 2014年6月25日 - 「安全に正しくネット環境を利用するための方法とは？」（聖学院中学校）
- 2014年7月1日 - 「SNSの課題と対策」（中央大学理工学部（技術と法））
- 2014年11月21日 - 「IoT時代のセキュリティ戦略」（三和コムテック株式会社）
- 2014年12月3日 - サイバー攻撃の本質と企業の現実解 （株式会社翔泳社 EnterpriseZine編集部）
- 2015年5月19日 - 製造業のお客様向けラウンドテーブル （日本アイ・ビー・エム株式会社）
- 2015年6月29日 - SNSとビジネスマンのサイバーリテラシー （トーテックアメニティ株式会社）
- 2015年9月7日 - 先進ユーザー各社に聞く、組織内CSIRTに必要な要件と機能とは？ （株式会社翔泳社 EnterpriseZine編集部）
- 2016年7月20日 - 商学部 経営情報システム論A 経営情報システムにおけるセキュリティ対策　〜予算と組織を中心に〜（明治大学）
- 2017年9月12日 -企業の実践者たちが語る、IoT時代のセキュリティ対策における課題　〜自動車・医療分野を中心に〜 （株式会社翔泳社 EnterpriseZine編集部）
- 2017年11月25日 -これからのIT人材のキャリアを考える ～サイバーセキュリティの視点から～ (日本ネットワークセキュリティ協会)
- 2020年2月13日 -サイバーセキュリティ部会パネルディスカッション (JAMA)
- 2020年6月24日 -先行きの見えない時代に必要な”雇われる力” (ZDNET Japan)
- 2021年11月17日 -シーサートワークショップin関東 (日本シーサート協議会)
- 2022年5月27日 -テレワークからクラウドまで最新のサイバー攻撃事例の紹介 ～サイバー攻撃から事業を守る術とは？～ (株式会社NTTドコモ)

## 著書
- 2012年6月20日『フェイスブックが危ない』 出版社：文藝春秋 ISBN 9784166608676　(第４刷)
- 2013年7月17日『フェイスブック　情報セキュリティと使用ルール』 出版社：あさ出版 ISBN 9784860636203　(第１刷)
- 2014年3月13日『サイバーセキュリティ』(共著) 出版社：エヌティティ出版 ISBN 9784757103450　(第4刷)
- 2014年5月13日『ネット護身術入門』 出版社：朝日新聞出版 ISBN 9784022735621　(第１刷)
- 2015年11月6日『サイバーセキュリティ2020　脅威の近未来予測』(共著)  出版社：インプレスR&D ISBN 978-4802090179

## 表彰
- 2012年度JNSA表彰個人の部を受賞（2012年（平成24年））
- 2014年度マイクロソフトMVP(Most Valuable Professional)を受賞（2014年（平成26年））
- 2015年度マイクロソフトMVP(Most Valuable Professional)を受賞（2015年（平成27年））

## 委員会・WG
- 2010年 - 内閣官房情報セキュリティセンター「専門分野情報共有スキームの連携性及び情報交換モデルの構築支援業務」
  - http://www.nisc.go.jp/inquiry/pdf/1_soukatsu.pdf
- 2011年 - 日本ネットワークセキュリティ協会「SNSセキュリティWG」
  - https://www.facebook.com/snswg.jnsa
- 2011年 - 不正アクセス防止対策に関する官民意見集約委員会「不正アクセス行為の実態解明に資する方策」（警察庁・経済産業省・総務省 3省庁合同委員会）
  - https://www.npa.go.jp/cyber/kanminboard/ketteijikou/sakutei.pdf
- 2011年 - 情報処理推進機構「脅威と対策研究会」
  - https://www.ipa.go.jp/about/technicalwatch/20101217.html
- 2012年 - 日本シーサート協議会運営委員
  - http://www.nca.gr.jp/outline/nca.html
- 2013年 - 明治大学ビジネス情報倫理研究所客員研究員
  - http://www.kisc.meiji.ac.jp/~ethicj/
- 2014年 -総務省「社会ニーズの変化に応じた情報セキュリティ対策をサポートする人材の育成方策に関する調査研究」
  - http://www.kisc.meiji.ac.jp/~ethicj/
- 2021年 -一般社団法人Japan Automotive ISAC「協同演習SWG」
  - https://j-auto-isac.or.jp

## 調査報告書
- 2006年第2四半期SOC情報分析レポート
- 2006年第3四半期SOC情報分析レポート
- 2006年第4四半期SOC情報分析レポート
- 2007年第1四半期SOC情報分析レポート
- 2007年第2四半期SOC情報分析レポート
- 2007年第3四半期SOC情報分析レポート
- 2007年第4四半期SOC情報分析レポート
- 2008年第1四半期SOC情報分析レポート
- 2008年第2四半期SOC情報分析レポート